# Rolfsta
Rolfsta är en by i Forsa socken, Hälsingland. Dialektalt uttal är Rållsta (grav accent). I Rolfsta finns en trossbod, som troligtvis är uppförd under senare delen av 1700-talet, den enda bevarade i Gävleborgs län. Platsen där trossboden är belägen kallas för "Lägret".